# Matsuyoshi Takahashi
Matsuyoshi Takahashi (高橋 松吉, Takahashi Matsuyoshi, Akita, 3 de setembro de 1955) é um ex-ciclista olímpico japonês. Takahashi representou seu país durante os Jogos Olímpicos de Verão de 1984, em Los Angeles. Também competiu nos Jogos Asiáticos de 1986. Takahashi serviu como um dos treinadores para a equipe de ciclismo japonesa nos Jogos Olímpicos de Verão de 2012.